# Anatoli Xeliükhin
Anatoli Xeliükhin (rus: Анато́лий Ива́нович Шелю́хин)  (Kostromà, 6 d'abril de 1930 - Kostromà, 21 d'octubre de 1995) fou un esquiador de fons rus, que va competir sota bandera de la Unió Soviètica durant la dècada de 1950.
El 1956 va prendre part en els Jocs Olímpics d'Hivern de Cortina d'Ampezzo, on disputà dues proves del programa d'esquí de fons. En els 30 quilòmetres fou quart, mentre en els 50 quilòmetres fou cinquè. Quatre anys més tard, als Jocs de Squaw Valley, tornà a disputar dues proves del programa d'esquí de fons. En el 4x10 quilòmetres guanyà la medalla de bronze formant equip amb Guennadi Vagànov, Aleksey Kuznetsov i Nikolai Anikin, mentre en els 30 quilòmetres fou quinzè.
En el seu palmarès també destaquen dues medalles al Campionat del Món d'esquí nòrdic de 1958, una de plata i una de bronze, així com quatre campionats nacionals.
Una vegada retirat va exercir d'entrenador d'esquí de fons.